# 穆乙九
穆乙九（?—?），《北史》作穆乙，中國南北朝時期北魏官员，代人，鲜卑族。宜都丁公穆崇之孙。零陵侯穆遂留之子。
穆乙九为内行长者，以功赐爵富城公，加建忠将军，转任散骑常侍、内乘黄令、侍中。去世后，谥号“静”。穆乙生富城宣公穆真，穆真生穆泰。